# Euro Disney S.C.A.
Euro Disney S.C.A. (EDL) este compania care deține și administrează parcul de distracții Disneyland Paris din Marne-la-Vallée, Franța. 39,78% din acțiuni sunt deținute de Walt Disney Company, 10 % de prințul saudit Alwaleed și 50,22 % de către alți acționari. Stocul este tranzacționat pe schimbul Euronext Paris.
Disneyland Paris cuprinde Disneyland Park, Walt Disney Studios Park, Disney Village și șapte hoteluri Disney. Val d'Europe este un nou ansamblu rezidențial și de cumpărături. Alte șapte hoteluri/reședințe au fost construite, nu departe de cele două parcuri tematice Disney, pe terenuri deținute în temeiul contractului de leasing de către Euro Disney SCA, inclusiv proprietățile unor companii precum Holiday Inn, Kyriad, MyTravel și Radisson.
Resortul este un rezultat al unui acord semnat pe 24 martie 1987 între Walt Disney Company și autoritățile franceze pentru dezvoltarea unei noi destinații turistice. În istoria sa de 16 ani, stațiunea a creat peste 30.000 de locuri de muncă (atât direct cât și indirect) în regiunea de est a Parisului. Astăzi ocupă locul întâi în clasamentul destinațiilor turistice din Europa, cu 14,5 milioane de vizite înregistrate în anul fiscal 2007.

## Administrație
- Președinte și șef executiv al Euro Disney SAS: Philippe Gas
- Vice-președinte în consultare strategică și dezvoltare: Dominique Cocquet
- Vice-președinte în marketing: Federico J. Gonzalez
- Vice-președinte și director general: George Kalogridis